# Euribionte
Euribionte, espécie eurioica ou espécie generalista é a designação dada em Ecologia aos organismos que apresentam boa tolerância a variações nos componentes físicos do ambiente, sendo por isso pouco exigentes no que respeita aos valores de qualquer dos factores abióticos em presença por possuírem valências ecológicas de tal amplitude que impedem que qualquer deles assuma o papel de factor limitante.

## Características das espécies eurioicas
Os euribiontes têm limites de tolerância ecológica mais amplos e são capazes de suportar variações relativamente grandes do ambiente onde vivem. São exemplo de euribiontes a barata e o ser humano, espécies que têm um potencial de expansivo considerável.